# 마사 체이스
마사 코레즈 체이스(영어: Martha Cowles Chase, 1927년 - 2003년 8월 8일)은 미국의 여성 유전학자이다. 1952년 DNA가 유전물질임을 증명하는 실험에 참여하였다. 마사 C. 엡스타인으로도 알려져 있다.
체이스는 1927년 클리블랜드에서 태어났다. 1950년에 우스터 대학에서 석사 과정을 마쳤고 1964년 서던캘리포니아 대학교에서 이학 박사 학위를 받았다.
1952년 콜드 스프링 하버 연구소의 젊은 수습 연구원이었던 체이스는 앨프리드 허시와 박테리오파지를 이용한 허시-체이스 실험을 수행하였다. 1960년대에 들어 체이스는 불행하게도 치매에 걸렸으며 이로 인한 단기 기억 상실증으로 고생하였다. 체이스는 2003년 8월 19일 사망하였다.

## 주요 논문
- Hershey, A. D. and Martha Chase. "Independent Functions of Viral Protein and Nucleic Acid in Growth of Bacteriophage." J. Gen. Physiol., 36 (1): 39-56. September 20, 1952. 보관됨 2011-04-16 - 웨이백 머신